# Беллуа-ан-Франс
Беллуа-ан-Франс (фр. Belloy-en-France) — муниципалитет во Франции, в регионе Иль-де-Франс, департамент Валь-д'Уаз. Население — 1784 человек (2006).
Муниципалитет расположен на расстоянии около 26 км севернее Парижа, 24 км восточнее Сержи.

## Демография
Динамика населения (Cassini и INSEE):